# North Ronaldsay

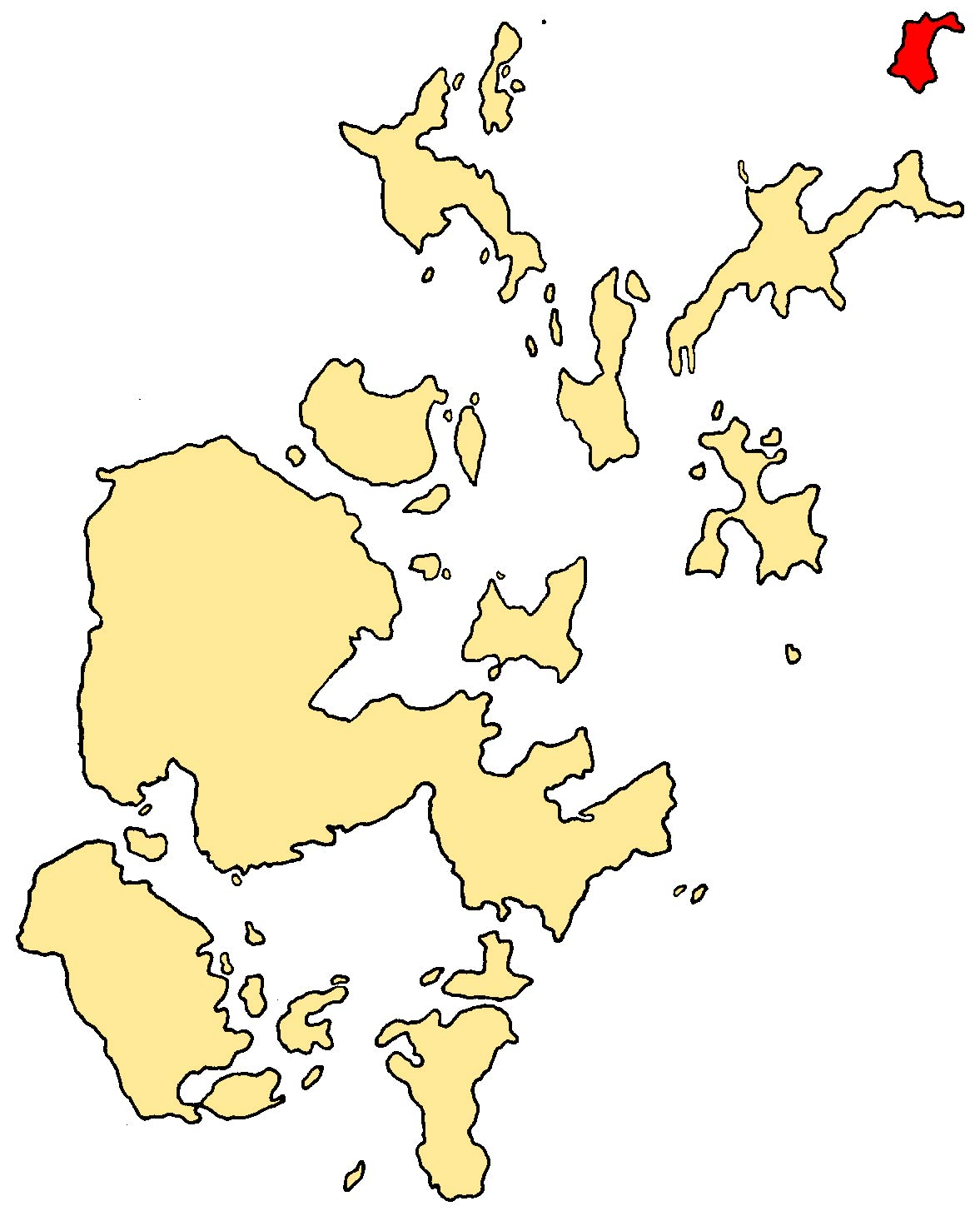
North Ronaldsays position (markerad med rött) i ögruppen

North Ronaldsay är den nordligaste av öarna i den skotska ögruppen Orkneyöarna, och ligger 4 km norr om Sanday. 
Ostindiefararen Suecia gick under utanför ön i november 1740 på hemväg från Bengalen till Göteborg.
Ön är 6,9 kvadratkilometer stor och hade en befolkning på 72 personer år 2011. 
Flygförbindelse finns med Kirkwall på ön Mainland.